# Brooks (Nhà sản xuất âm nhạc)
Thijs Westbroek, thường được biết đến với nghệ danh Brooks, là một DJ, nhạc sĩ, nhà sản xuất nhạc điện tử người Hà Lan. Anh bắt đầu được biết đến nhiều qua sự hợp tác của mình với Martin Garrix với những bài hát Byte, Boomerang, Like I Do.

## Sự nghiệp
Sự nghiệp DJ của Brooks bắt đầu nổi trội khi anh gửi bài hát của mình tới 20 địa chỉ email ngẫu nhiên có thể liên quan đến Martin Garrix. Bài hát của anh được Martin Garrix biểu diễn trong một chương trình. Không lâu sau đó, Martin Garrix đã liên hệ với Brooks để nói về sự nhiệt tình của anh với âm nhạc.Martin Garrix đã mời Brooks tới nhà để tham gia sáng tác chung bài hát Byte. Brooks gọi đó là "một chuyện điên rồ" nhưng anh ấy đã rất may mắn.
Tháng 10 năm 2017, anh phát hành đĩa đơn Boomerang với Martin Garrix (dưới bí danh GRX).
Ngày 22 tháng 2 năm 2018, Brooks hợp tác với Martin Garrix và David Guetta để phát hành đĩa đơn Like I Do. Bài hát được phát hành thông qua A Music, Big Beat, Atlantic và Parlophone.
Năm 2018, Brooks được đề cử giải thưởng "Best Talent 2018" bởi SLAM!

## Danh sách đĩa nhạc

### Đĩa đơn

#### Là nghệ sĩ chính
| Tiêu đề                                             | Năm  | Vị trí cao nhất trên bảng xếp hạng | Vị trí cao nhất trên bảng xếp hạng | Vị trí cao nhất trên bảng xếp hạng | Vị trí cao nhất trên bảng xếp hạng | Vị trí cao nhất trên bảng xếp hạng | Vị trí cao nhất trên bảng xếp hạng | Vị trí cao nhất trên bảng xếp hạng | Vị trí cao nhất trên bảng xếp hạng | Vị trí cao nhất trên bảng xếp hạng | Vị trí cao nhất trên bảng xếp hạng | Vị trí cao nhất trên bảng xếp hạng | Album             |
| Tiêu đề                                             | Năm  | NL                                 | AUT                                | BEL Dance                          | FRA                                | GER                                | ITA                                | NOR                                | SWE                                | SWI                                | UK                                 | US Dance                           | Album             |
| --------------------------------------------------- | ---- | ---------------------------------- | ---------------------------------- | ---------------------------------- | ---------------------------------- | ---------------------------------- | ---------------------------------- | ---------------------------------- | ---------------------------------- | ---------------------------------- | ---------------------------------- | ---------------------------------- | ----------------- |
| "Get Down" (with Multiplayers)                      | 2015 | —                                  | —                                  | —                                  | —                                  | —                                  | —                                  | —                                  | —                                  | —                                  | —                                  | —                                  | Non-album singles |
| "Alamo" (with Bassjackers)                          | 2015 | —                                  | —                                  | —                                  | —                                  | —                                  | —                                  | —                                  | —                                  | —                                  | —                                  | —                                  | Non-album singles |
| "Pinball"                                           | 2015 | —                                  | —                                  | —                                  | —                                  | —                                  | —                                  | —                                  | —                                  | —                                  | —                                  | —                                  | Non-album singles |
| "If Only I Could"                                   | 2016 | —                                  | —                                  | —                                  | —                                  | —                                  | —                                  | —                                  | —                                  | —                                  | —                                  | —                                  | Non-album singles |
| "Make Your Move"                                    | 2016 | —                                  | —                                  | —                                  | —                                  | —                                  | —                                  | —                                  | —                                  | —                                  | —                                  | —                                  | Non-album singles |
| "Hold It Down" (featuring Micah Martin)             | 2016 | —                                  | —                                  | —                                  | —                                  | —                                  | —                                  | —                                  | —                                  | —                                  | —                                  | —                                  | Non-album singles |
| "Take Me Away" (with Jonas Aden)                    | 2016 | —                                  | —                                  | —                                  | —                                  | —                                  | —                                  | —                                  | —                                  | —                                  | —                                  | —                                  | Non-album singles |
| "Joyride" (with Bassjackers)                        | 2017 | —                                  | —                                  | —                                  | —                                  | —                                  | —                                  | —                                  | —                                  | —                                  | —                                  | —                                  | Non-album singles |
| "On Our Own" (with Showtek featuring Natalie Major) | 2017 | —                                  | —                                  | —                                  | —                                  | —                                  | —                                  | —                                  | —                                  | —                                  | —                                  | —                                  | Non-album singles |
| "Byte" (with Martin Garrix)                         | 2017 | 2                                  | —                                  | 23                                 | 104                                | —                                  | —                                  | —                                  | —                                  | —                                  | —                                  | 49                                 | Non-album singles |
| "Jetlag" (with Mike Williams)                       | 2017 | —                                  | —                                  | —                                  | —                                  | —                                  | —                                  | —                                  | —                                  | —                                  | —                                  | —                                  | Non-album singles |
| "Boomerang" (with GRX)                              | 2017 | —                                  | —                                  | —                                  | —                                  | —                                  | —                                  | —                                  | —                                  | —                                  | —                                  | —                                  | Non-album singles |
| "Like I Do" (with David Guetta and Martin Garrix)   | 2018 | 23                                 | 24                                 | —                                  | 20                                 | 23                                 | 86                                 | 19                                 | 21                                 | 22                                 | 29                                 | 8                                  | 7                 |

#### Là nghệ sĩ hợp tác
| Tiêu đề       | Năm  | Nghệ sĩ    | Nhãn     |
| ------------- | ---- | ---------- | -------- |
| "Neverdeader" | 2016 | Blackgummy | Mau5trap |